# كهف ديفيتاشكا
كهف ديفيتاشكا (بالبلغارية: Деветашката пещера)‏ هو كهف كارستي كبير يقع على بعد 7 كـم (4.3 ميل) شرق ليتنيتسا و 15 كـم (9.3 ميل) شمال شرق لوفتش، بالقرب من قرية ديفيتاكي على الضفة الشرقية لنهر أوسام في بلغاريا. احتل هذا الموقع بشكل مستمر من قبل بشر باليو لعشرات الآلاف من السنين، وكان بمثابة مأوى لمختلف أنواع الحيوانات خلال فترات طويلة وهو الآن موطن لما يقرب من 30.000 خفاش.

## وصلات خارجية
- Devetashka Cave